# FSV 1926 Fernwald
Der Fußballsportverein 1926 Fernwald ist ein Sportverein aus dem mittelhessischen Steinbach, einem Ortsteil der Gemeinde Fernwald. Bis Juni 2007 hieß er FSV 1926 Steinbach.

## Geschichte

Logo bis 2007

1926 als FSV Steinbach gegründet, wurde der Verein 1935 im Zuge der nationalsozialistischen Gleichschaltungspolitik mit anderen Sportvereinen Steinbachs zusammengelegt, es entstand die Turn- und Sport-Gemeinde Steinbach. Im Mai 1949 wurde der Fußballverein wiedergegründet. Der Verein ist ein reiner Fußballverein, es werden keine anderen Sportarten betrieben. Seinen größten Erfolg feierte der Verein 2005 mit dem Aufstieg in die Oberliga Hessen, der durch einen 2:1-Sieg am letzten Spieltag der Landesliga Hessen Mitte beim Konkurrenten TSV Eintracht Stadtallendorf gesichert wurde.
In einer Mitgliederversammlung am 8. Dezember 2006 wurde die Umbenennung des Vereins zum 1. Juli 2007 beschlossen. Der Vereinsname lautet seither FSV 1926 Fernwald. Seit dem 1. April 2006 war Nikolaus Semlitsch sportlicher Leiter beim FSV, seit Oktober 2007 bekleidete er außerdem das Traineramt. Am 12. September 2009 wurde er entlassen. Nachfolger ist der bisherige Assistent Stephan Belter.
Nach der Saison 2013/14 der Hessenliga zog sich der FSV aus der Liga zurück. Seitdem spielte die Mannschaft in der Kreisoberliga Gießen/Marburg Süd. In der Saison 2018/19 hat der FSV Fernwald als Meister der Verbandsliga Mitte Hessen den Wiederaufstieg in die Oberliga Hessen geschafft. In der Saison 2024/25 wurde der FSV Meister der Hessenliga. Auf den damit verbundenen Aufstieg in die Regionalliga Südwest verzichtete der Verein jedoch, da keine den Anforderungen entsprechende Spielstätte gefunden werden konnte.

## Sportplatz
Die Spielstätte des FSV Fernwald ist der Sportplatz in der Oppenröder Straße in Fernwald-Steinbach. Neben dem Rasenplatz befindet sich dort ein Kunstrasenplatz, der auch den anderen Vereinen der Gemeinde Fernwald als Trainingsstätte dient. Bei Unbespielbarkeit des Naturrasenplatzes wurden hier die Spiele in der Hessenliga ausgetragen. Die Kapazität des Sportplatzes beläuft sich auf ca. 2500 Zuschauer.

## Erfolge
- 2005 Meister der Landesliga Hessen Mitte
- 2018 Meister der Verbandsliga Hessen Mitte
- 2025 Meister der Hessenliga

## Bekannte Spieler
- Sven Schmitt (früher Eintracht Frankfurt, SV Darmstadt 98, Viktoria Aschaffenburg)
- Nikolaus Semlitsch (später Kickers Offenbach, 1. FC Saarbrücken)
- Claudius Weber (später 1. FSV Mainz 05, SV Wehen, VfB Lübeck)
- Jens Boehnke (früher SV Waldhof Mannheim, Karlsruher SC, FSV Frankfurt)
- Björn Pistauer (früher Eintracht Frankfurt)
- Thomas Reubold (früher Eintracht Frankfurt, SpVgg Bad Homburg)
- Claus-Peter Zick (früher Eintracht Frankfurt)
- Giuseppe Messinese (früher Hannover 96, Darmstadt 98, Kickers Offenbach)
- Stefan Dolzer (früher Kickers Offenbach, LR Ahlen)
- Domenico di Rosa (früher Viktoria Aschaffenburg)
- Deniz Vural (früher Eskişehirspor, Alanyaspor, Altay Izmir, Denizlispor, Altınordu Izmir)